# 3613 Куньлунь
3613 Куньлунь (3613 Kunlun) — астероїд головного поясу, відкритий 10 листопада 1982 року.
Тіссеранів параметр щодо Юпітера — 3,529.